# Falcileptoneta amakusaensis
Espèce
Falcileptoneta amakusaensis est une espèce d'araignées aranéomorphes de la famille des Leptonetidae.

## Distribution
Cette espèce est endémique de Kyūshū au Japon. Elle se rencontre à Amakusa dans la préfecture de Kumamoto.

## Description
Le mâle holotype mesure 2,23 mm et la femelle paratype 2,06 mm.

## Étymologie
Son nom d'espèce, composé de amakusa et du suffixe latin -ensis, « qui vit dans, qui habite », lui a été donné en référence au lieu de sa découverte, Amakusa.

## Publication originale
- Irie & Ono, 2005 : Seven new species of the genera Falcileptoneta and Masirana (Araneae, Leptonetidae) from Kyushu, Japan. Bulletin of the National Museum of Nature and Science, Tokyo, sér. A, vol. 31, p. 77-92 (texte original).